# Дерезовка (Липецкая область)
 Дерезо́вка — деревня Хлевенского района Липецкой области России. Входит в состав Нижне-Колыбельского сельсовета.

## Название
Название — от слова дерезняк. «Дерезняки — заросли степных кустарников из дерезы или чилиги (Caragana frutex), вишни, бобовника, терна, боярышника, шиповника»

## История
По данным ревизских сказок за 1835 г. — деревня однодворцев Дерезовка.

## Население
| 2009 | 2010 |
| ---- | ---- |
| 108  | ↗113 |

## Инфраструктура
Обслуживается почтовым отделением 399267 в селе Нижняя Колыбелька.

## Транспорт
Выезд на автодорогу «Верхняя Колыбелка — Нижняя Колыбелка — прим. к а/д Хлевное — Тербуны» (идентификационный номер 42 ОП РЗ 42К-746).